# Hierococcyx
Hierococcyx – rodzaj ptaków z podrodziny kukułek (Cuculinae) w obrębie rodziny kukułkowatych (Cuculidae).

## Zasięg występowania
Rodzaj obejmuje gatunki występujące w Azji.

## Morfologia
Długość ciała 26–38 cm; masa ciała 56–163 g.

## Systematyka

### Etymologia
Hierococcyx (Heirococcyx, Hiracococcyx, Hieracococcyx): gr. ἱεραξ hierax, ἱερακος hierakos „jastrząb”; κοκκυξ kokkux, κοκκυγος kokkugos „kukułka”.

### Podział systematyczny
Do rodzaju należą następujące gatunki:
- Hierococcyx sparverioides (Vigors, 1832) – kukułka krogulcza
- Hierococcyx bocki Wardlaw Ramsay, 1886 – kukułka malajska
- Hierococcyx varius (Vahl, 1797) – kukułka rudopręga
- Hierococcyx vagans (S. Müller, 1845) – kukułka wąsata
- Hierococcyx nisicolor (Blyth, 1843) – kukułka himalajska
- Hierococcyx fugax (Horsfield, 1821) – kukułka kreskowana
- Hierococcyx hyperythrus (Gould, 1856) – kukułka amurska
- Hierococcyx pectoralis Cabanis & F. Heine Sr., 1863 – kukułka filipińska